# 킵 토킹 앤 노바디 익스플로드
킵 토킹 앤 노바디 익스플로드(Keep Talking and Nobody Explodes)는 캐나다 스튜디오 스틸 크레이트 게임스(Steel Crate Games)에서 개발하고 출시한 퍼즐 비디오 게임이다. 이 게임에서는 지침이 포함된 설명서를 읽고 있는 다른 플레이어의 도움을 받아 절차적으로 생성된 폭탄을 해제하는 작업을 플레이어에게 맡긴다. 가상 현실 지원을 중심으로 설계되었으며 안드로이드 (운영체제) 기반 삼성 기어 VR에서 먼저 사용할 수 있으며 나중에 마이크로소프트 윈도우, OS X, 플레이스테이션 4, 리눅스에서 지원되는 장치로 포팅되었다. 어떤 경우에는 가상 현실 없이도 플레이할 수 있다. 2018년 8월에 출시된 게임 업데이트에서는 이러한 기존 시스템에 대한 가상 현실 요구 사항은 물론 닌텐도 스위치 및 엑스박스 원용 릴리스도 제거되었다. iOS 및 안드로이드용 비VR 포팅판은 2019년 8월에 출시되었다.

## 게임플레이
이 게임은 최소 2명의 플레이어가 함께 플레이할 수 있도록 설계되었으며, 한 플레이어는 "디퓨저"로 기기에서 게임을 플레이한다(키보드와 마우스, 터치스크린 및 게임패드 컨트롤 모두 지원, 가상 현실 헤드셋 지원). 나머지 플레이어는 제공된 폭탄 해체 매뉴얼을 읽는 "전문가"이다. 설계된 대로 디퓨저는 설명서를 볼 수 없으며 전문가의 지시를 받아야 한다. 마찬가지로 전문가는 폭탄을 볼 수 없으며 폭탄 제거 장치에 의존하여 폭탄에 대해 설명해야 한다. 전문가와 디퓨저는 테이블 건너편에서 직접 소통하거나 별도의 음성 서비스를 사용하여 온라인으로 소통할 수 있다.
게임의 각 폭탄은 여러 모듈로 구성된다. 모듈은 서로 독립적이며 어떤 순서로든 해제될 수 있다. 대부분의 모듈은 해제가 필요하며, 모든 모듈이 성공적으로 해제되면 폭탄이 성공적으로 해제된다. 이러한 모듈을 해제하려면 디퓨저가 시각적 표시기를 전문가에게 전달해야 하며, 전문가는 설명서를 사용하여 디퓨저가 취할 조치를 결정한다. 다른 모듈은 "필요"하다. 즉, 해제할 수 없으며 폭탄이 아직 장착되어 있는 동안 공격을 유발하지 않도록 주기적인 주의가 필요하다. 각 폭탄에는 카운트다운 타이머도 있다. 타이머가 0에 도달하면 폭탄이 폭발한다. 폭탄은 또한 해체 중 발생한 오류로 인해 발생하는 최대 타격 횟수(타이머 속도 증가)도 가지며, 해당 최대치에 도달하면 폭탄도 폭발한다. 디퓨저의 다른 장애물로는 일시적으로 꺼지는 가상 방의 조명과 디퓨저의 주의를 분산시키는 알람 시계가 있다.
모듈은 복잡한 명령 세트와 퍼즐 같은 요소를 사용하여 해결하며, 해체 명령은 일반적으로 특정 모듈의 구성에 따라 달라진다. 예를 들어 전문가는 디퓨저가 볼 수 없는 벽이 있는 미로를 통해 디퓨저를 안내해야 할 수 있지만 설명서에는 여러 미로에 대한 지도가 있으므로 디퓨저는 전문가가 해당 모듈에 현재 적용 가능한 지도가 무엇인지 식별하도록 도와야 한다. 일부 모듈은 의도적으로 언어적 의사소통을 복잡하게 만든다. 일부는 설명이 필요한 특이한 글리프를 사용하고, 다른 모듈은 다른 유사한 단어("sees"에서 "seas"), 언어적 틱("uhhh" 또는 "uh huh")의 동음이의어일 수 있는 단어를 사용한다. 또는 해당 상황에서 사용되는 일반적인 단어("press" 또는 "left")는 디퓨저와 전문가 간의 의사소통 중에 쉽게 혼동될 수 있다. 많은 모듈에는 전문가가 각 단계를 진행하면서 과거 작업을 추적해야 하는 여러 단계가 있다. 일부 모듈의 해체는 현재 타격 횟수와 같은 폭탄의 상태나 일련 번호 또는 배터리 유무와 같은 폭탄의 외부 장식에 따라 달라질 수도 있다.
게임은 모듈의 수와 유형, 폭탄 해체 시간, 최대 공격 횟수를 설정하는 기술 그룹으로 나누어진 미리 결정된 여러 레벨로 나뉜다. 각 레벨은 절차적인 방식으로 해체될 폭탄과 모듈을 생성한다. 플레이어는 또한 모듈 수, 시간 및 파업을 기반으로 사용자 정의 챌린지를 만들 수 있다.

## 평가
| 평가 |                                      |
| --- | ------------------------------------ |
| 통합 점수 통합사 점수 메타크리틱 (NS) 84/100 [ 1 ] (PC) 71/100 [ 2 ] (PS4) 88/100 [ 3 ] 평론 점수 평론사 점수 디스트럭토이드 9/10 [ 4 ] |                                      |
| 통합 점수 |                                      |
| 통합사 | 점수                                 |
| 메타크리틱 | (NS) 84/100 (PC) 71/100 (PS4) 88/100 |
| 평론 점수 |                                      |
| 평론사 | 점수                                 |
| 디스트럭토이드 | 9/10                                 |